# Paige Turco
Paige Turco, född 17 maj 1965 i Springfield, Massachusetts, är en amerikansk skådespelare. Hon spelade April O'Neil i Teenage Mutant Hero Turtles II - Kampen om Ooze och Teenage Mutant Hero Turtles III. Hon har även spelat Melanie Cortlandt i ABC:s såpopera All My Children och Gail Emory i Svart idyll (American Gothic).

## Filmografi (urval)
- 1987–1989 – Guiding Light (TV-serie) (36 avsnitt)
- 1989–1991 – All My Children (TV-serie) (80 avsnitt)
- 1991 – Teenage Mutant Hero Turtles II - Kampen om Ooze
- 1993 – Teenage Mutant Hero Turtles III
- 1995–1996 – Svart idyll (TV-serie) (19 avsnitt)
- 1996–1997 – På spaning i New York (TV-serie) (10 avsnitt)
- 1997–1998 – Ensamma hemma (TV-serie) (18 avsnitt)
- 2001 – Law & Order: Special Victims Unit (TV-serie) (1 avsnitt)
- 2001–2003 – The Agency (TV-serie) (45 avsnitt)
- 2006 – Invincible
- 2006 – Rescue Me (TV-serie) (4 avsnitt)
- 2007–2008 – Big Shots (TV-serie) (1 avsnitt)
- 2007 – The Game Plan
- 2009 – Damages (TV-serie) (6 avsnitt)
- 2009 – The Stepfather
- 2010 – The Good Wife (TV-serie) (1 avsnitt)
- 2011 – Blue Bloods (TV-serie) (1 avsnitt)
- 2011 – Law & Order: Special Victims Unit (TV-serie)
- 2014 – NCIS (TV-serie) (1 avsnitt)
- 2014–2020 – NCIS: New Orleans (TV-serie) (2 avsnitt)
- 2014–2019 – The 100 (TV-serie) (64 avsnitt)